# Shao Tingting
Shao Tingting (邵婷婷S, Shào TíngtíngP; 9 febbraio 1985) è un'ex cestista cinese.

## Carriera
Con la Cina ha disputato i Giochi olimpici di Pechino 2008.